# Tropario de Winchester

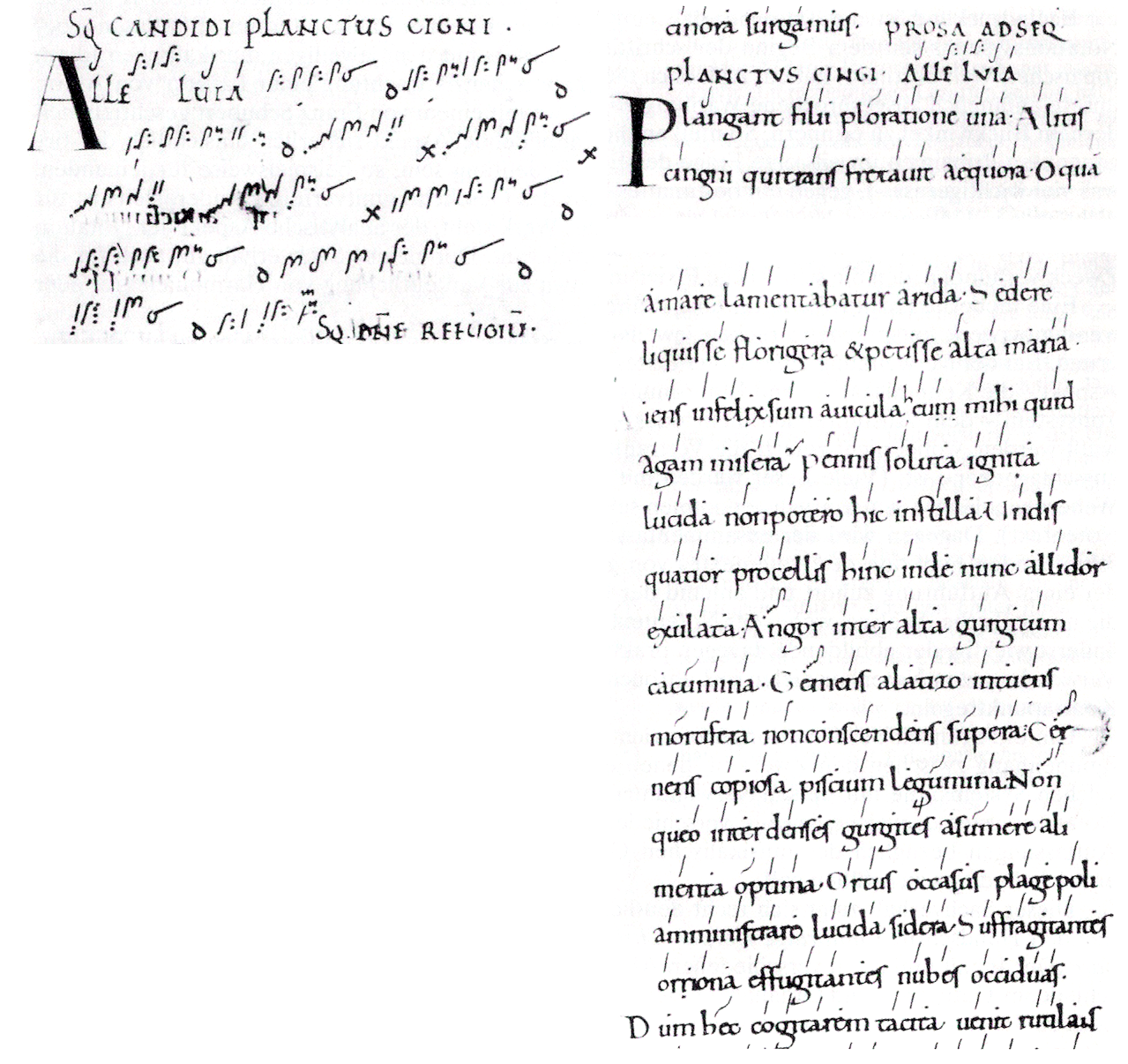
Páginas del manuscrito Ms Bodley 775 conservado en la Biblioteca Bodleiana de Oxford.

El Tropario de Winchester o los Troparios de Winchester (en inglés: Winchester Troper) es tal vez la colección más antigua de música a dos voces de Europa, junto con el Manuscrito de Chartres, que es aproximadamente contemporáneo o ligeramente posterior.

## Manuscritos
La colección consta de dos manuscritos ingleses fechados hacia el año 1000. Se cree que fueron copiados y utilizados originalmente en la Catedral de Winchester.
El manuscrito conservado en Cambridge fue probablemente copiado en la década de 1020-1030. El Ms Bodley conservado en Oxford 775 fue posiblemente copiado en la década de 1050.

### Cambridge, Corpus Christi College, Ms 473

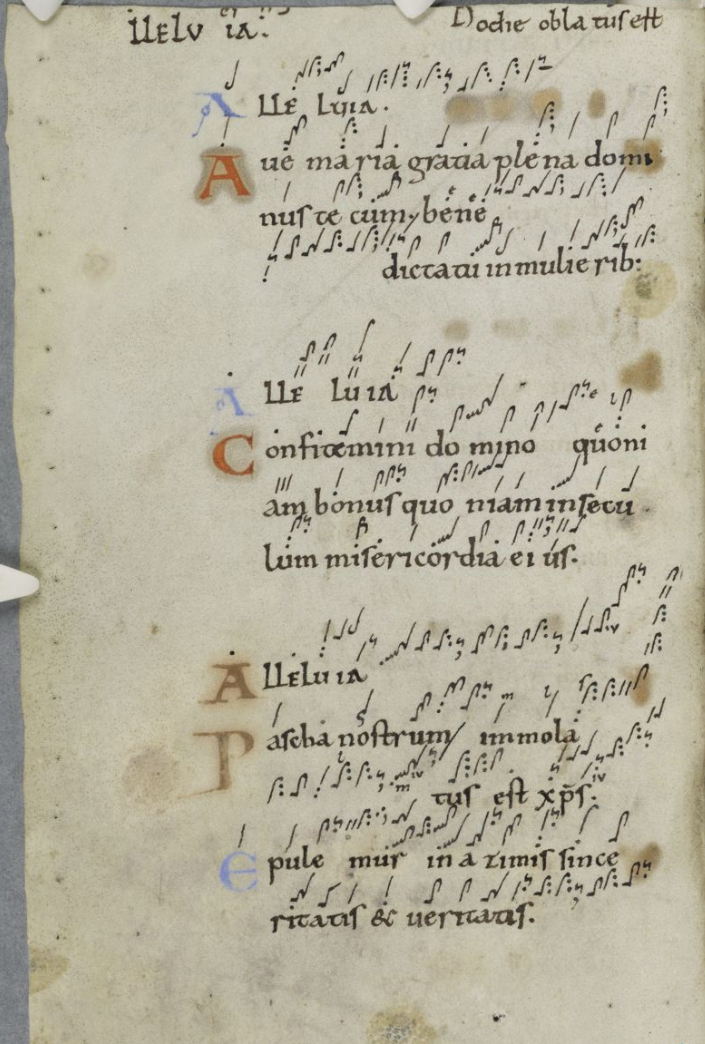
Folio 3 v del Ms 473, que contiene aleluyas para la Epifanía, la Purificación de la Santísima Virgen María y el tiempo de Pascua.

El primer manuscrito (Cambridge, Corpus Christi College, Ms 473) se conserva en la Biblioteca Parker del Corpus Christi College de Cambridge bajo la denominación Ms 473. 
El documento contiene 198 folios de pergamino con unas dimensiones de 14,6 × 9,2 cm. Se estructura en 22 pliegues, alternando cuaterniones y quiniones, si bien los números 9 y 10 son ambos cuaterniones, mientras que 17 y 18, 20 y 21 son quiniones. La encuadernación del manuscrito completo fue restaurada para su conservación en 2004. Está escrito en su mayor parte en tinta marrón oscura con mayúsculas de colores; la letra es minúscula Carolina.
La notación empleada consta de 16 líneas de texto en cada cara, con neumas no diastemáticos ingleses; letras significativas; notación de letras "instrumentales"; los textos de secuencia parcial incrustados en dos prosae están escritos en mayúsculas rojas (véase Frere, pp.69, 84).
En cuanto a los escribanos, hay 3 escribas principales según Holschneider. El primero escribió el tropario y los prosarios, el segundo el secuenciario y la colección de organa, el tercero se encargó del fascículo de aleluyas. 
El trabajo de estos escribanos se localiza en Winchester, Old Minster (benedictino). El primer escriba se sitúa en los últimos años del siglo X, tras la muerte de Ethelwold en 984, y probablemente tras la institución oficial de su fiesta en 996. El segundo trabajó en la primera mitad del siglo siguiente y el tercer escriba hacia 1050. Holschneider sugirió que el cantor Wulfstan (folios 992-996) compuso los organa.

### Oxford, Bodleian Library, Ms Bodley 775
El segundo manuscrito (Oxford, Bodleian Library, Ms Bodley 775) se conserva en la Biblioteca Bodleiana de la Universidad de Oxford bajo la denominación Ms Bodley 775. 
El documento consta de 191 folios de pergamino con unas dimensiones de 27,4 × 16,5 cm en las que el bloque escrito ocupa 21 × 11 cm. Falta una hoja después del folio 1 y otra al final, después del folio 190. Fue encuadernado en madera y cuero que data del siglo XII o XIII. Conserva las cubiertas y el cosido de la encuadernación original que han sido reparados.
La notación utilizada para plasmar la música es la notación neumática adiastemática, no rítmica de Winchester. No obstante, manos posteriores modificaron dicha notación neumática por neumas adiastemáticos (folio 159) o bien neumas diastematicos de puntos en pentagramas formados por 3 o 4 líneas rojas o de punta seca (folio 133v). Hay algunas letras Notker, especialmente en la parte B. Presenta una decoración de inicial fina (folio 8) (Pächt y Alexander iii. 48, pl. V) y las mayúsculas aparecen alternadas en verde, azul y rojo.
En cuanto a los escribanos, se cree que fue escrito en parte por la misma mano que B.L. Cotton Tiberius C. VI. probablemente de Winchester. Está escrito en tinta negra y marrón con rúbricas rojas e iniciales coloreadas. Algunas prosas se borraron posteriormente y no se pueden recuperar.
Se cree que este códice fue elaborado a mediados del siglo XI y sus adiciones son del siglo XII. Fue escrito para Winchester Old Minster, Hampshire, priorato catedralicio benedictino de San Pedro, San Pablo y San Swithun. Esta procedencia se deduce del carácter litúrgico, véase S.C. 2558. (MLGB3: evidencia litúrgica, a menudo se encuentra en el calendario). Probablemente fue uno de los manuscritos donados por William Harwood, prebendado de Winchester, en 1611.

## Música
La música contenida en este tropario fue considerada durante mucho tiempo indescifrable, ya que sólo tenemos indicios rudimentarios de la altura y la duración debido a la utilización de un sistema de notación musical conocido como neumas. Sin embargo, estudios recientes, realizados originalmente por Andreas Holschneider en Die Organa von Winchester, de 1968; y seguidos en la década de 1990 por los de María Berry, Christopher Page, la profesora Susan Rankin y otros han hecho posible la interpretación de esta música. (Un CD reciente de piezas de Navidad extraídas del tropario se puede encontrar en "Christmas in Royal Anglo-Saxon Winchester" en el sello Herald AV Publicaciones, HAVPCD151, cantado por la Schola Gregoriana de Cambridge y dirigido por María Berry). La profesora Rankin ha editado recientemente un facsímil del manuscrito de Cambridge, con una extensa introducción que detalla cómo y por qué se hicieron estos libros, y asimismo explica la compleja notación y los principios compositivos del organum.
Este manuscrito es también notable por contener el drama litúrgico Quem quaeritis, con música. Este es el drama medieval más antiguo que se conserva con música, aunque ha llegado a nosotros también en otros manuscritos de principios del siglo X.
El segundo manuscrito contiene más de 160 ejemplos de organum a dos voces, posiblemente escrito por Wulfstan el cantor, si bien puede no haber sido el escriba (como algunos han pensado), ya que el manuscrito fue escrito después de su muerte. 
El título tropario hace alusión a la práctica común en la Edad Media de agregar una sección adicional, o tropo a un canto llano o sección de canto llano, haciéndolo así apropiado para una ocasión especial o fiesta. 